# Andrzej Sołtysiak
Andrzej Sołtysiak – polski matematyk, doktor habilitowany nauk matematycznych. Specjalizuje się w analizie funkcjonalnej i teorii spektralnej. Profesor nadzwyczajny Wydziału Matematyki i Informatyki Uniwersytetu im. Adama Mickiewicza w Poznaniu, gdzie pełni funkcję kierownika w Zakładzie Analizy Matematycznej. Członek Polskiego Towarzystwa Matematycznego. 

## Życiorys
Stopień doktorski uzyskał w UAM w 1977 roku na podstawie rozprawy pt. On Algebraic and Quasi-Algebraic Elements, and Capacity of Joint Spectra in Banach Algebras przygotowanej pod kierunkiem prof. Wiesława Żelazki. Jest autorem wielokrotnie wznawianego podręcznika akademickiego pt. Analiza matematyczna. Cz. 1 (wiele wydań, m.in. Wydawnictwo Naukowe UAM Poznań 2009, ISBN 978-83-232-2090-9) oraz podręcznika Algebra liniowa (Wyd. Naukowe UAM 2003, ISBN 83-232-1297-X). Ponadto jest też autorem monografii pt. Joint spectra and multiplicative linear functionals in non-commutative Banach algebras (Wyd. Naukowe UAM 1988, ISBN 83-232-0235-4). Artykuły publikował w takich czasopismach jak m.in. "Colloquium Mathematicum" oraz "Studia Mathematica".